# Museo Francesco Borgogna
Il Museo Francesco Borgogna è un museo situato a Vercelli. Sorto per legato testamentario di Antonio Borgogna nel 1907, filantropo e collezionista d'arte, ospita una vasta collezione di pittura, scultura, arti decorative, lastre fotografiche. Per la quantità e qualità di opere pittoriche italiane ed europee, che spaziano dal Medioevo al Novecento, è considerata la seconda pinacoteca del Piemonte dopo la Galleria Sabauda di Torino.

## Storia

### Antonio Borgogna, filantropo
Antonio Giacomo Francesco Borgogna nacque a Stroppiana VC nel 1822, terzogenito di una famiglia borghese di Vercelli. Laureatosi in Giurisprudenza all'Università di Torino, si occupò a lungo, con il fratello Domenico, della gestione delle numerose tenute agricole di proprietà del padre agrimensore (Francesco Borgogna, 1797 – 1877). Liberal-progressista, entrò nella classe politica vercellese e venne eletto Consigliere comunale nel 1860, rimanendo in carica per un decennio. Attivo filantropo, finanziò la creazione di opere pie, asili, scuole, convitti e di numerosi letti per incurabili presso l'ospedale. Promosse inoltre la formazione professionale dei ceti più poveri, finanziando borse di studio per le donne desiderose di conseguire la laurea in Medicina e per gli allievi dell'Istituto di Belle Arti di Vercelli, che poterono così perfezionare gli studi accademici a Brera o all'Accademia Albertina. Fu promotore della riqualificazione del lavoro artigianale, fonda la “Scuola Professionale e Filologica Francesco Borgogna”, ancora oggi esistente e la Scuola di Pizzi e Merletti.

### La nascita della collezione
Dopo essersi ritirato a vita privata nel 1870, iniziò a viaggiare tra Europa e Medio Oriente coltivando una grande passione per l'arte. Gli acquisti effettuati in aste nazionali ed internazionali riflettono un interesse sia per l'arte antica che contemporanea. Di un certo valore è anche il fondo dei dipinti di scuola fiamminga e olandese che conta circa ottanta tele. In breve tempo la sua collezione di opere d'arte divenne così importante che, alla ricerca di un'idonea collocazione, acquistò nel 1882 il Palazzo Ferrero sito in via San Francesco a Vercelli, che si conforma come una vera e propria Casa museo. Costruito in forme neoclassiche nel 1836 per volere di Epaminonda Ferrero, venne su progetto dell'ingegnere Ettore Tartara profondamente modificato. Nel 1899 donò alla città l'immobile con tutta la sua collezione. Borgogna morì a Vercelli nel gennaio del 1906 e fu sepolto nella cappella cimiteriale della famiglia presso il Cimitero di Biliemme. Su suoi lasciti testamentari furono inoltre realizzati diversi monumenti che ornano le piazze cittadine: quello a Carlo Alberto di piazza Sant'Eusebio (opera di Guido Bianconi di Siena, 1909), quello a Umberto I (di fianco al Sant'Andrea), 1907) e la fontana dell'Agricoltura (opera di Attilio Gartmann,1909).

### La nascita del museo ed il primo ampliamento
L'anno successivo nacque la Fondazione che portò avanti il progetto di trasformare il suo palazzo e la sua collezione di opere d'arte in un museo dedicato alla memoria del padre Francesco. La Fondazione, che ancor oggi gestisce l'istituzione museale, venne istituita nel 1907, per legato di Antonio Borgogna. Nel 1908 aprì le porte al pubblico il museo, situato al piano terra dell'attuale sede e con circa duemila oggetti esposti. Tra gli elementi più importanti vi sono i quadri risalenti agli ultimi decenni del XIX secolo: si consolidò in quegli anni il fondo di dipinti del Rinascimento e del Barocco italiano, nonché delle scuole fiamminghe ed olandesi che costituiscono la parte più significativa delle opere in esposizione nel museo. Nel maggio del 1915 viene inaugurato il primo ampliamento, realizzato dall'ingegnere vercellese Giuseppe Leblis, secondo i più moderni criteri museografici. Un vasto ambiente al piano terreno contiguo al palazzo, illuminato con luce zenitale, rende più fruibili e leggibili le opere. 

### Il secondo ampliamento e l'opera di Vittorio Viale
Sarà sempre l'ing. Leblis a progettare nel 1932 un secondo ampliamento. Nello stesso anno il trinese Vittorio Viale, importante museografo ed archeologo (Direttore dei Musei Civici di Torino), divenne direttore dei musei cittadini che riallestì completamente in base ad un ampio progetto museografico. Su sua iniziativa vennero acquistati i numerosi dipinti dell'Istituto di Belle Arti, insigni esempi di pittura piemontese del XV e XVI secolo prevalentemente di scuola vercellese. Il museo viene destinato a essere sede della pinacoteca cittadina, accogliendo in deposito numerosi dipinti e gli affreschi staccati da varie chiese del territorio. Per contro, mobili, arredi vari, bronzi e sculture vengono o assegnati al Museo Leone oppure finiscono in deposito. La pinacoteca così realizzata diviene un importante esempio di allestimento museale razionalista. 

### Il periodo bellico ed il dopoguerra
Per tutelare le opere esposte il museo viene disallestito nel periodo bellico. Nel dopoguerra diviene sede ideale per importanti mostre (ad esempio nel 1950 una mostra sul Sodoma), e negli anni Sessanta viene riaperto il secondo piano con l'esposizione delle opere fiamminghe e dell'Ottocento. Ancora nel 1985 viene aperto il secondo piano del palazzo e vengono esposti molti oggetti della casa-museo. 

### Gli anni duemila
Con l'inizio del nuovo Millennio, oltre ad un progressivo riordino e restauro delle opere, c'è stato anche un rinnovato utilizzo degli spazi che ha visto un restauro di molti ambienti del palazzo ed un riallestimento di parte della casa-museo originaria.
 Il museo ha conosciuto successivi ampliamenti degli spazi espositivi nel 2001, fino ad arrivare agli attuali circa 3000 m², disposti sul piano terra e sugli altri due piani di Palazzo Borgogna.

## Collezione

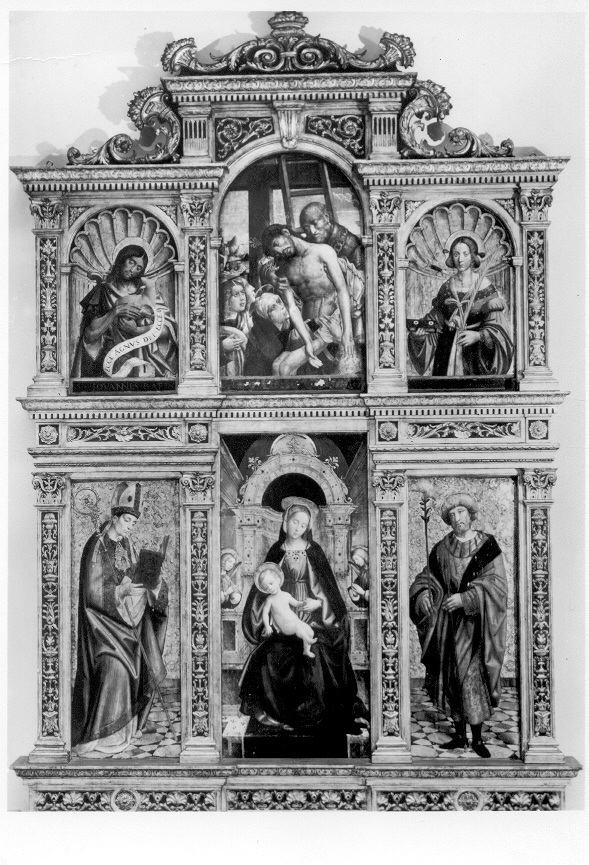
Defendente Ferrari, Polittico di Bianzè (1529)

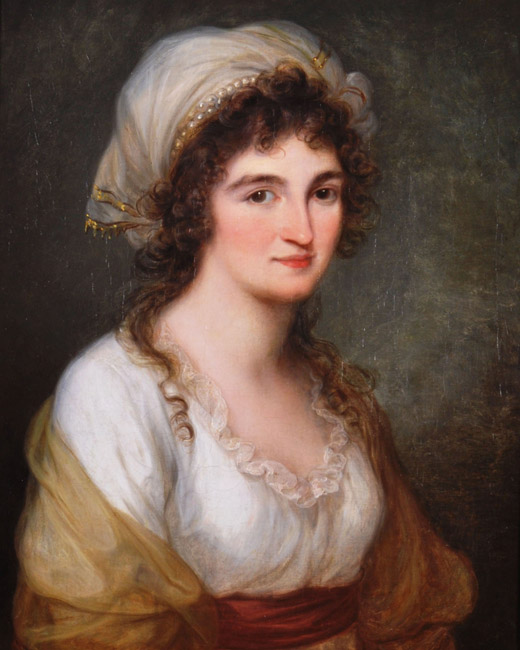
Angelica Kauffmann, Ritratto di Domenica Volpato (1791)

L'allestimento della collezione segue l'ordine cronologico e per scuole artistiche, già proposto dal Viale nel 1934.
- Pittura piemontese del XV e XVI secolo
  - Balzarino ed Aimo Volpi, San Michele arcangelo e San Francesco;
  - Gerolamo Giovenone, Adorazione del Bambino;
  - Gaudenzio Ferrari, Deposizione dalla Croce;
  - Defendente Ferrari, Polittico di Bianzè.
- Pittura italiana del XV secolo
  - Antonio del Massaro, Madonna con Bambino in una corona di serafini.
- Pittura italiana del XVI secolo
  - Bernardino Luini, Madonna col Bambino e San Giovannino;
  - Giovanni Antonio Bazzi detto il Sodoma,  Sacra Famiglia con angelo e san Giovannino (unica testimonianza in Vercelli del pittore che vi nacque nel 1477);
  - Palma il Vecchio (attribuito a), Sacra conversazione;
  - Tiziano Vecellio, Deposizione, (copia autografa di quella al Louvre).
- Pittura italiana del XVII e XVIII secolo
  - Orazio Gentileschi,  Sacra Famiglia;
  - Ludovico Carracci, Bacco e Arianna;
  - Carlo Maratta, Gesù Bambino adorato dai cherubini;
  - Angelica Kauffman, Ritratto di Domenica Volpato.
- Pittura italiana del XVII e XVIII secolo
  - Gerolamo Induno, L'antiquario;
  - Antonio Ambrogio Alciati, Dama in nero;
  - Giovanni Battista Quadrone, Il pittore e la modella - In cerca del soggetto;
  - Sallustio Fornara, L'asino e l'asinaio Jbrahim;
  - Angelo Morbelli,  La monda del riso (Per Ottanta Centesimi).
- Pittura fiamminga
  - Jan Brueghel II e Hendrick Van Balen (maniera di), Riposo durante la fuga in Egitto;
  - David Teniers il Giovane, Le tentazioni di sant'Antonio eremita;
  - Hendrick Van Balen, Riposo durante la fuga in Egitto.
- Pittura olandese
  - Ambrosius Bosschaert, Fiori in un bicchiere.
  - Jan Steen, Scena Galante.
- Pittura tedesca
  - Hans Baldung Grien, La carità